# Dreadfleet
Dreadfleet (uscito il 1º ottobre 2011) è un gioco da tavolo a edizione limitata creato da Phil Kelly per la Games Workshop. Il gioco è basato su battaglie navali nel mondo di Warhammer Fantasy Battle, tema ripreso dal suo predecessore Man O'War.

## Trama
La trama è abbastanza semplice da capire: per due decadi il Conte Vampiro Noctilus e la sua ciurma di predoni non-morti hanno infestato gli oceani del mondo e sono noti per essere sempre riusciti a farla franca, in barba agli Uomini. Jaego Roth, capitano pirata umano, ha fatto voto di cacciare e distruggere Noctilus e i suoi alleati una volta per tutte. Così, dopo aver rubato la Heldenhammer alla Marina Imperiale ed ingaggiato i più famosi e astuti capitani pirati di Sartosa per fondare quella che diverrà la Grande Alleanza, salperà verso il reame non morto noto come il Cimitero del Galeone. Ad aspettarli vi è la Flotta del Terrore, con il Conte Noctilus in testa sul suo gigantesco vascello la Predatrice Sanguinaria. Il tutto avverrà nella Geheiminsnacht, la più nefasta delle notti dell'anno, quando i non-morti e i demoni cominciano a manifestarsi nel mondo per riprendere le loro violente invasioni.
Tale trama verrà trascritta nel libro Dreadfleet - The Novella, disponibile solamente in lingua inglese. Canonicamente, la Grande Alleanza riuscirà a sconfiggere la Flotta del Terrore e a spezzare la maledizione del Cimitero del Galeone, ma subendo pesanti perdite.

## Meccanica del gioco
Il gioco riprende e amplia molte meccaniche dell'antenato Man O' War. Si svolge su una tovaglia di tessuto stesa su una superficie piana, raffigurante il mare e creature degli abissi. Altri elementi ambientali sono una serie di isolette che vengono poste sulla mappa in base allo scenario scelto tra quelli presenti nel manuale. I giocatori, che variano numericamente da due a dieci, devono controllare le loro miniature di navi per gli scopi tra i più svariati da loro prescelti, che vanno dall'affondare la flotta avversaria al recuperare e portare in salvo un tesoro da una delle isole. Nel gioco si utilizzano delle particolari carte "fato", che rappresentano gli eventi casuali che si coinvolgono le due flotte (nebbie, mostri marini, tempeste).
Lo svolgimento della partita vede i giocatori effettuare a turni le proprie scelte. Il turno di ogni giocatore è diviso in diverse fasi:
- Fase 1 (Fase Iniziale): Si verifica chi sarà il primo a muovere una delle proprie navi.
- Fase 2 (Status): Si cerca di risolvere tutti gli effetti presenti sulle navi (ad esempio, incendi o azioni permanenti) e si completa pescando una carta fato da parte di ciascun giocatore.
- Fase 3 (Movimento): Le navi eseguono varie azioni, che vanno ai vari ordini del capitano sulla manutenzione e difesa della nave al movimento di questa, fino ad arrivare al cannoneggiamento delle navi avversarie e all'arrembaggio.

I turni si susseguiranno fino a quando i giocatori non portano a termine il loro obiettivo.

## Le navi
Ogni nave presenta una serie di caratteristiche che la identificano e che sono completate dalle abilità del comandante e da quelle specifiche della nave. Le caratteristiche di base, comune in tutte le navi, sono:
- Velocità: indica di quanti pollici si può muovere il modello a ogni turno.
- Scafo: indica quanti danni la nave può sostenere prima di andare a picco.
- Equipaggio: indica i dadi che vengono lanciati in caso di abbordaggio.
- Bordate: indicano i dadi che si tirano quando, dal fianco, si cannoneggia un'altre nave.
- Governo: indica di quanti pollici la nave deve muoversi prima di poter effettuare una virata.
- Corazza: indica il tiro armatura (su 1D6) da effettuare ogni volta che si subiscono danni.

Vi sono anche altre caratteristiche e informazioni da attingere, come l'indicazione della presenza di vele sulla nave. Se avviene ciò il vascello sarà soggetto al cambiamento del vento che potrà quindi influenzarne il movimento. Sulle schede di ogni nave sono indicate le capacità di Comando del capitano, indispensabile per impartire gli ordini al suo equipaggio e le sue abilità nel caso si scontri con altri capitani. Infine, ogni nave presenta una sua caratteristica specifica, delle abilità speciali da giocare nel momento del bisogno.
La flotta di ogni giocatore verrà supportato da eventuali navi di supporto, chiamate "cocche", che possono essere calate in mare dalle navi principali per svolgere dei piccoli compiti.

### La Grande Alleanza
- La Heldenhammer

La Heldenhammer è la nave più grande della Grande Alleanza e dell'intero gioco (con l'eccezione della Predatrice Sanguinaria). È munita di 108 cannoni, occupanti ogni nicchia da entrambe le fiancate, e viene manovrata da un numeroso equipaggio; basta pensare che la sola sentina ospita un battaglione di soldati. Un tempo ammiraglia dello stesso Gran Teogonista e punta di diamante della Marina Imperiale, il famigerato capitano pirata Jaego Roth l'ha loro sottratta con l'intenzione di impiegarla nella sua battaglia personale contro il suo acerrimo nemico, il Conte Noctilus. Parte del design della nave è basata su due castelli, uno di poppa e uno di prua. Su quello di poppa torreggia e ospita il Gran Templus, un edificio in grado di rivaleggiare lo stesso Tempio del Reik quanto in magnificenza. Si dice che tale edificio sia talmente intriso di fede sigmarita da essere impenetrabile contro le maledizioni e gli incantesimi maligni, e ciò lo rende molto utile contro le nefaste influenze dei non-morti.
Sul castello di prua, invece, è stata posta una statua dorata di dimensioni titaniche conosciuta come 'Ira di Sigmar'. Tale statua, forgiata con metallo benedetto, rappresenta Sigmar Heldenhammer con in mano un gigantesco martello da guerra. Sorretta da enorme catene i cui anelli sono grandi come Ogri, la statua è in realtà un gigantesco automa mosso da pistoni, vapore e pulegge, che lo mettono in funzione; quando succede ciò, abbatte il pesante martello contro una nave nemica vicina, con la potenza di una cometa a due code. Con un simile marchigegno, Roth non ha niente di cui preoccuparsi. I colori presenti sulla nave sono il rosso, l'oro, presente negli elementi decorativi, e il grigio dei castelli. Le vele sono decorate con elementi derivati dalla fusione con i simboli imperiali e i simboli della pirateria; il suo Jolly Roger è un teschio con due martelli incrociati da dietro.
La nave ha il valore di Bordata più alto del gioco, visto il gran numero di cannoni, quindi dispone il doppio della potenza di fuoco di qualsiasi nave da guerra della Grande Alleanza. Si mostra migliore anche nella fase di arrembaggio, visto che dispone dell'Equipaggio migliore del gioco (sempre con l'eccezione della Predatrice Sanguinaria). Il Capitan Roth è un formidabile combattente, usa la regola 'Volontà di Ferro' per rafforzare i suoi tiri di Comando e tirare nuovamente i risultati di Bravata falliti. Naturalmente la sua arma più potente è l'Ira di Sigmar, che con il suo micidiale colpo obbliga l'avversario colpito di pescare numerose carte Danno senza poter effettuare tiri armatura. Se la nave nemica è fortunata, riuscirà a scappare dalla Heldenhammer seriamente danneggiata, ma con un tiro decente D6 è spacciata, completamente spezzata in due.
- La Swordfysh

La Swordfysh è la gigantesca nave pirata capitanata dalla bella, ma spietata Aranessa Sprezzodimare. È nota e temuta come una delle navi da guerra più letali di Sartosa. Nera come la notte e antica, è decorata con i simboli del Padre del Mare, Manann: tritoni, ossa, disegni di onde e tridenti. Molto veloce, facilmente manovrabile e ha una capacità di Bordata nella media grazie ai suoi cento cannoni incrostati di cirripedi e anguille annodate. Si serve anche di un ariete posto nella parte bassa della prua, richiamante la forma di un pesce sega; tale ariete viene usato con vero piacere dai membri dell'equipaggio contro le navi nemiche, con una forza di speronamento tale da costringere l'avversario a pescare parecchie carte Danno per lo Scafo. Inoltre la regola 'Benedetta da Manann' fa sì che la Swordfish possa tirare un altro D6 durante le fasi di Movimento, Bordata e Risultato dell'Arrembaggio, rendendola molto aggressiva.
Tutto questo è possibile grazie alle abilità e alla aggressività di Aranessa al Comando. Molte storie circolano su di lei, quali che al posto del sangue abbia acqua salata, che mangia come uno squalo e che si ciba dei suoi amanti crudi. Altre storie raccontano che ella è in verità una semidea, la figlia di Manann in persona e che abbia tagliato la sua coda di pesce sostituendola con due sostegni consistenti in lame di pesce sega. Qualunque sia la verità, la donna è abile al timone, non si tirerà mai indietro di fronte ad un abbordaggio ed è sospettosamente aiutata dalla fortuna.
- La Scimitarra in Fiamme

La Scimitarra in Fiamme è particolarmente lussuosa e sprizzante di piacere a prima vista, vero gioiello solcante le coste d'Arabia. A prua presenta un idolo d'oro, così come sono dorate le sue decorazioni, che sbattono sul viola della nave, due vele pregiate e un palazzo sulla poppa degno di un vero sultano, pieno di tesori incantati, libri occulti e un vasto harem. Ma in verità dietro a questa gloriosa immagine di opulenza si nascondono cannoni bronzei azionati da servitori gibbosi e Magus Aureo, il più sgargiante e il più grasso stregone che abbia mai intrapreso la via della pirateria. Magus si avvale di personali guardie del corpo, costituite da Ogri e bestie meccaniche, un esercito formidabile ed è armato di una scimitarra che arde di fuoco eterno, spiegando così il nome della nave e i suoi simboli.
Tutti i valori della Scimitarra in Fiamme sono nella norma, ma la sua vera arma è vincolata da esseri elementali. Infatti, all'inizio di ogni turno, ad un Ordine di Magus possono entrare in scena un djinn delle tempeste, una ninfa del mare e un efreet di fuoco, rappresentati sempre sullo stesso modello. Il djinn delle tempeste, una forma di nubi panciuta, soffia sulle vele, aumentando così la velocità della nave, al pari della Drago di Mare degli Elfi, e dispone la possibilità di scegliere una direzione attraverso la banderuola, sorprendendo così i nemici. Se si evoca la ninfa del mare bisogna scartare una carta Danno perché l'ancella d'acqua proteggerà lo scafo congelandosi, impedendo al nemico di rovinare la nave. L'efreet di fuoco, infine, un essere a due teste con una scimitarra infuocata, attacca i nemici durante gli abbordaggi.
- Tuono di Grimnir

La Tuono di Grimnir è l'orgoglio e la gioia dell'approdo nanico di Barak Varr e reca il nome del mitico dio del popolo dei Nani. È l'unica nave che si avvicina molto alla modernità. Costruita dal rinomato Nano Mastro Ingegnere Brokk Gunnarsson il Rosso con lo scopo di distruggere l'arcinemico Tordek Spaccacuore, la nave ha il tiro armatura migliore di tutta la Grande Alleanza. Oltre a Brokk vi sono centinaia di Nani Ingegneri pronti a riparare e a governare la nave, un nutrito gruppo di Spaccaferro da impiegare negli abbordaggi e bande di Sventratori assetate di sangue, pronte a sacrificarsi in battaglia. Colori predominanti, l'argento, l'oro e il verde.
La Tuono ha pareti spesse un metro, tutte forgiate con argentacciaio e gromril, in grado di resistere ad una salva di cannonate senza subire quasi un graffio. I fianchi presentano i famosi cannoni ad organo dei nani, ricoperti di magiche rune. Sul ponte vi escono le cocche, le più particolari del gioco: infatti, si presentano come degli zeppelin ad elio che hanno il compito di avvistare le navi nemiche e di avvertire la Tuono attraverso una lanterna runica. La nave presenta infine una torretta dove sono stati installati dei cannoni lanciafiamme, utili per dare fuoco alle navi nemiche. Oltre alla resistenza, la Tuono di Grimnir presenta l'abilità 'Mastro Ingegnere', con la quale Brokk il Rosso utilizza un ordine di Riparazione che elimina ben due carte Danno. Con un simile dispiegamento di forze è una fortuna che gli Uomini si siano alleati col popolo nanico
- La Drago di Mare

La Drago di Mare è la più veloce nave della Marina elfica. Il suo design è sottile ma dà un senso di dinamicità ed è bianco, con le vele blu, gli alberi formati da sottili ed eleganti torri e a prua una testa di drago dorata. Manovrata dal Principe Yrellian, la nave attacca usando delle baliste Artiglio d'Aquila, capaci di falciare gli equipaggi nemici senza intaccarne gli scafi delle loro navi. Niente palle di cannone esplosive, solamente dardi lunghi tre metri. Il colpo di grazia viene dato durante l'arrembaggio, quando gruppi di coraggiose Guardie del Mare di Lothern e di Maestri di Spada si sparpagliano sui ponti nemici, pronti a falciare il nemico.
La Drago di Mare è molto veloce e manovrabile, tanto che in pochissimo tempo, all'inizio della partita, si lascerà dietro i compagni della Grande Alleanza e fluttua in mezzo alla Flotta del Terrore, per poi portarsela dietro e cominciare ad attaccare. Le baliste sul ponte creano gravi danni all'Equipaggio nemico. Inoltre la nave si serve di Ausiliari Draghi al posto delle cocche, due Draghi (uno rosso e uno azzurro) che attaccano il nemico con fiammate roventi dalle loro fauci, eleganti predatori dei cieli.

### La Flotta del Terrore
- La Predatrice Sanguinaria

La Predatrice Sanguinaria è il flagello di tutte le città portuali dell'Impero e di Sartosa. È un vascello titanico, che non ha niente da invidiare alla Heldenhammer della Grande Alleanza. Sembra che metà della nave sia costituita da una collina rocciosa, sulla quale sorge un antico castello della regione di Sylvania. Tale costruzione è stata possibile solamente unendo i relitti marciti di vecchi galeoni per mezzo di arcani poteri.
La funesta nave si serve di migliaia di servi non-morti, anime strappate alle loro tombe nella Sylvania dal rituale di traslocazione del potente vampiro Conte Noctilus, e migliaia di cadaveri di annegati si risvegliano e sorgono alle acque per unirsi alla malefica ciurma. Molti si rallegrano quando colpiscono e sfasciano completamente la nave, per poi restare stupiti quando i relitti si riuniscono e si riformano, come se la nave non avesse mai subito danni. Inoltre, dalla cima del suo castello, il Conte Noctilus evoca orribili mostri abissali per indirizzarli contro i suoi nemici. I colori predominanti sono il bianco delle ossa, il viola delle vele decorate a motivi funebri, e il nero e il grigio e i colori spenti dei vari galeoni che la compongono.
La Predatrice Sanguinaria è così grande da essere la più resistente del gioco. Nonostante la lentezza e le difficoltà di manovra, ha i livelli di Scafo ed Equipaggio così alti da assorbire qualsiasi cosa che la Grande Alleanza le manda contro, tranne l'Ira di Sigmar della Heldenhammer. Eccelle nelle azioni di abbordaggio e di bordata e presenta la regola speciale 'Colosso Rigenerante', che gli dà la possibilità di curare una carta Danno a ogni turno, rendendola quasi impossibile sconfiggerla se non si impiega direttamente la Heldenhammer. Un'altra abilità, usata dal vampiro Noctilus, è 'Controlla Mostro Marino' per far emergere mostri come Wyrm Sanguisuga, Idre d'Ossa e Giganti di Mare contro le navi della Grande Alleanza, indebolendole senza che la Predatrice si avvicini a loro.
- La Maledizione di Zandri

La Maledizione di Zandri è una nave appartenente a Re Amanhotep, un Re dei Sepolcri in cerca di vendetta contro coloro che osano saccheggiare nella sua tomba. Molto monumentale, somiglia molto ad una nave egizia, con una lunga poppa ad arco. Non presenta vele, essa si sospinge per mezzo di centinaia di remi manovrate da centinaia di rematori scheletri, infaticabili grazie ai legami della magia. Sul ponte vi sono quattro immense statue viventi, originarie della terra di Nehekhara, che hanno la funzione di finire le proprie prede durante gli abbordaggi. La nave poi è carica di giganteschi Gettateschi Urlanti e grandi ossa usate come lance da balista.
Presenta un maestoso equipaggio e un tiro armatura discreto, ma la sua enorme pecca è la lentezza ed è per questo che spesso verrà utilizzata come nave da guerra di secondo rango. Ma il tutto è compensato da due assi nella manica: le regole 'Luce di Ptra' e 'Sia Fatta La Mia Volontà'. La prima indica l'enorme complesso di tombe a forma piramidale posta al centro del ponte; si tratta di una struttura mistica capace di imbrigliare i luminosi raggi del dio sole Ptra. Questi si riflettono sulla sua superficie, trattata in modo che possa rifletterli, ed indirizzarli verso la cima della poppa, presentante un'enorme pietra grezza, chiamata Gioiello del Fiume Mortis. Quando i raggi sono perfettamente allineati, al solo comando del Re Amanhotep, il Gioiello rilascia un potentissimo raggio accecante, in grado di incendiare una nave nemica. Il secondo asso, 'Sia Fatta La Mia Volontà', permette di incrementare le sue caratteristiche di Velocità, Equipaggio e Bordata ad un livello tale che teoreticamente può concludere un turno con la distruzione della nave nemica. Il trucco può essere usato una sola volta per partita.
- La Spettro D'Ombra

La Spettro D'Ombra è quella che si avvicina di più allo stereotipo delle navi fantasma o dell'olandese volante. Marcita da tempo immemorabile, l'ombra verde luminescente della nave si attarda ancora nel mondo dei vivi. Governata dal maledetto traditore Vangheist, si libra al di sopra delle acque, sorretta da fluttuanti forme spettrali. Si racconta che il capitano non sopporti più il tocco del mare e che le onde stesse si ritraggono al suo passaggio. Con solo lo scheletro, avvolta da catene e con le vele stracciate, la Spettro D'Ombra è l'incarnazione di un incubo.
È forse la nave più resistente del gioco, sua pari è la Tuono di Grimnir della Grande Alleanza. Il motivo è il fatto che è quasi impossibile da affondare, dal momento che è costituita per metà da entità e ombra, ed infatti gli avversari passeranno molto tempo a cannoneggiarla senza che i proiettili la colpiscono, tutto dipende dalle distanze. Inoltre la nave può usare la regola 'Volo Spettrale', che le permette di attraversare le navi da guerra nemiche e persino librarsi sopra le isole, evitando abbordaggi e arrembaggi nemici. Tuttavia, è meglio se attacca singolarmente ogni nave nemica perché, anche se eterea, alla fine non può resistere a continue e intere salve di cannonate.
- Il Kraken Nero

Il Kraken Nero non è una vera e propria nave, ma un gigantesco robot nero a forma di calamaro gigante, mosso da orribili forze derivanti dal Caos. Suo costruttore e manovratore è il malvagio Nano del Caos Tordek Spaccacuore, nonché l'unico membro a bordo del mezzo. I pochi sopravvissuti al suo attacco raccontano di enormi tentacoli metallici posti nella parte anteriore della prua, in grado di stritolare un galeone. Oppure di cannoni capaci di scagliare torpedini e mine esplosive. Ma la vera arma di Tordek, usata sempre contro gli odiati cugini Nani è il Morso del Kraken: si tratta di un'enorme trivella di diamante posta in mezzo ai tentacoli, a mo' di becco dell'omonimo animale. È in grado di perforare gli scafi corazzati mentre si aggrappa coi tentacoli. Naturalmente Tordek spera di usare tale arma contro la Grande Alleanza, soprattutto con la Tuono di Grimnir governata da Brokk il Rosso, suo nemico giurato.
Oltre alla trivella la nave usa l'abilità 'Sommergibile'. Si tratta di un attacco sottomarino ed è utile perché si può togliere momentaneamente l'intero modello dal tavolo di gioco. Verso la fase Fine il Kraken Nero può improvvisamente riapparire in qualsiasi punto del tavolo, pronto a scagliarsi contro la nave. Il suo unico punto debole è la gittata di tiro, più manovrabile a distanza ravvicinata del bersaglio.
- La Skabrus

La Skabrus è il più osceno e disgustoso galeone che abbia mai solcato i mari. La storia della sua creazione è parecchio singolare: una spedizione di Skaven era in viaggio alla ricerca di fonti di Warpietra da localizzare vicino Tilea. Uno Skaven, avaro e capo del gruppo nonché signore della guerra, di nome Skretch del Clan Skurvy, pensava di aver avvistato una luminosa e verdastra fonte di Warpietra e fece in modo di dirigere la propria imbarcazione verso la fonte luminosa. Sfortunatamente la luce si rivelò essere emanata dall'esca di un gigantesco mostro marino, un pallido Leviatano Celeste (una specie di gigantesca rana pescatrice degli abissi). Il pesce ingoiò l'equipaggio Skaven e la loro imbarcazione, facendoli soffocare, ma non prima che gli uomini ratto ebbero divorato il suo stomaco, portandolo anch'esso alla morte. Quando la maledizione del Cimitero del Galeone, lanciato dal Conte Noctilus, sfiorò il Leviatano, questo riprese a vivere e con esso anche gli Skaven. Involontariamente Noctilus si è procurato degli alleati inaspettati. Gli Skaven non-morti, avendo conservato la loro maligna ingegnosità, costruirono una tana all'interno del Leviatano, lo armarono e ne fecero una nave, iniziando a depredare per l'oceano.
La Skabrus di Skretch Mezzomorto è dotata sui fianchi di sfere bronzee e Cannoni a Fulmine Warp, capaci di lanciare dardi e raggi di energia verde-nera contro i galeoni nemici, azzerando del tutto il tiro armatura. È un temibile avversario persino per la Tuono di Grimnir. L'esca del Leviatano è stata sostituita con una Campana Stridente in Warpietra, capace di attirare col suo orribile suono incauti marinai nelle notti nebbiose. Tuttavia, per quanto le armi siano pericolose, è risaputo che gli Skaven, soprattutto lo stesso Skretch, siano abbastanza codardi e pavidi e non si arrischierebbero mai di avvicinarsi per eseguire abbordaggi. A questo proposito, l'abilità di Skretch 'Ritirata Murina' fa in modo che la Skabrus sgusci da eventuali trappole e accerchiamenti nemici per potersi poi allontanare quanto basta per bersagliare con i raggi Warp.

## Contenuto della scatola
La scatola del gioco comprende in tutto:
- Regolamento da 98 pagine
- Tabellone marino da gioco
- 10 Navi da guerra
- 10 Basette sceniche
- 7 Cocche Ausiliarie
- 1 Drago Ausiliario
- 1 Dirigibile Ausiliario
- 7 Isole
- 5 Relitti di navi
- 3 Mostri Marini
- 5 Segnalini Tesoro
- 12 Dadi
- 1 Banderuola
- 2 Timoni
- 1 Asta da Navigazione
- 10 Carte Navi da Guerra
- 55 Carte Danno
- 40 Carte Fato
- 12 Carte Ausiliarie
- 10 Carte Ferita
- 11 Carte Varie